# Ротенбург на Фулда
Вижте пояснителната страница за други значения на Ротенбург.
Ротенбург на Фулда (на немски: Rotenburg an der Fulda, Rotenburg a. d. Fulda) е град в Североизточен Хесен на река Фулда в окръг Херсфелд-Ротенбург в Германия с 13 325 жители (към 31 декември 2013).
Намира се на ок. 50 км северно от град Касел и на ок. 60 км южно от град Фулда.
Старата част на града е спомената за пръв път през 1248 г. Дворец Ротенбург става през 1470 г. лятна резиденция на Ландграфство Хесен.
- Ротенбург на Фулда (1655)
- Ландграфският дворец в Ротенбург